# Gavardina (indumentària)

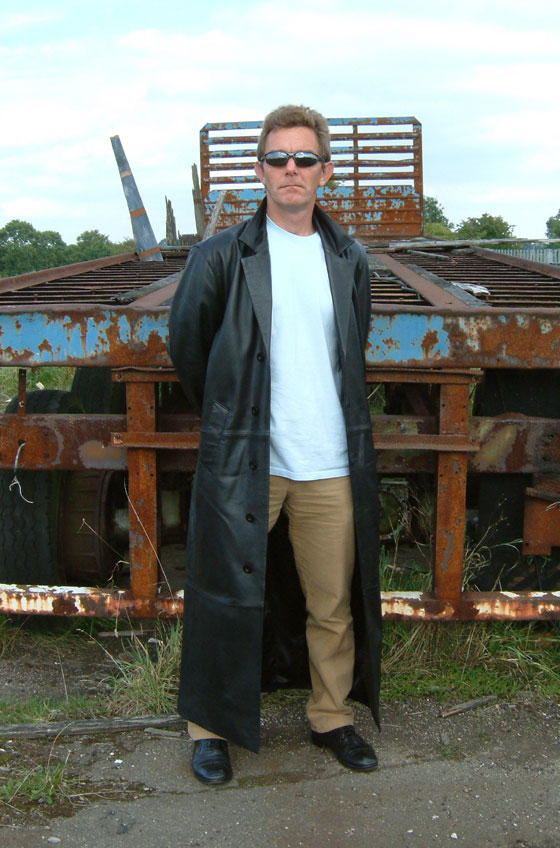
Gavardina de cuir

Una gavardina és una peça de vestir que s'utilitza per a resguardar-se de la pluja. És una peça impermeable oberta que arriba fins al genoll i que té botons i solapes molt visibles. El mot prové de l'encreuament  de gavany, «capot de roba gruixada» i el castellà tavardina «vestit llarg d'abric». La gavardina era i sempre és una peça impermeable però ara s'ha convertit en una peça subjecta als designis de la moda incloent multitud de models i dissenys. Així, al costat dels talls clàssics avui es poden trobar peces curtes, llargues, entallades, amb vol, etc. Per la seva banda, el catàleg de colors dels tradicionals marró i gris a poc a poc es va estendre's a tota mena de dissenys més cridaners.

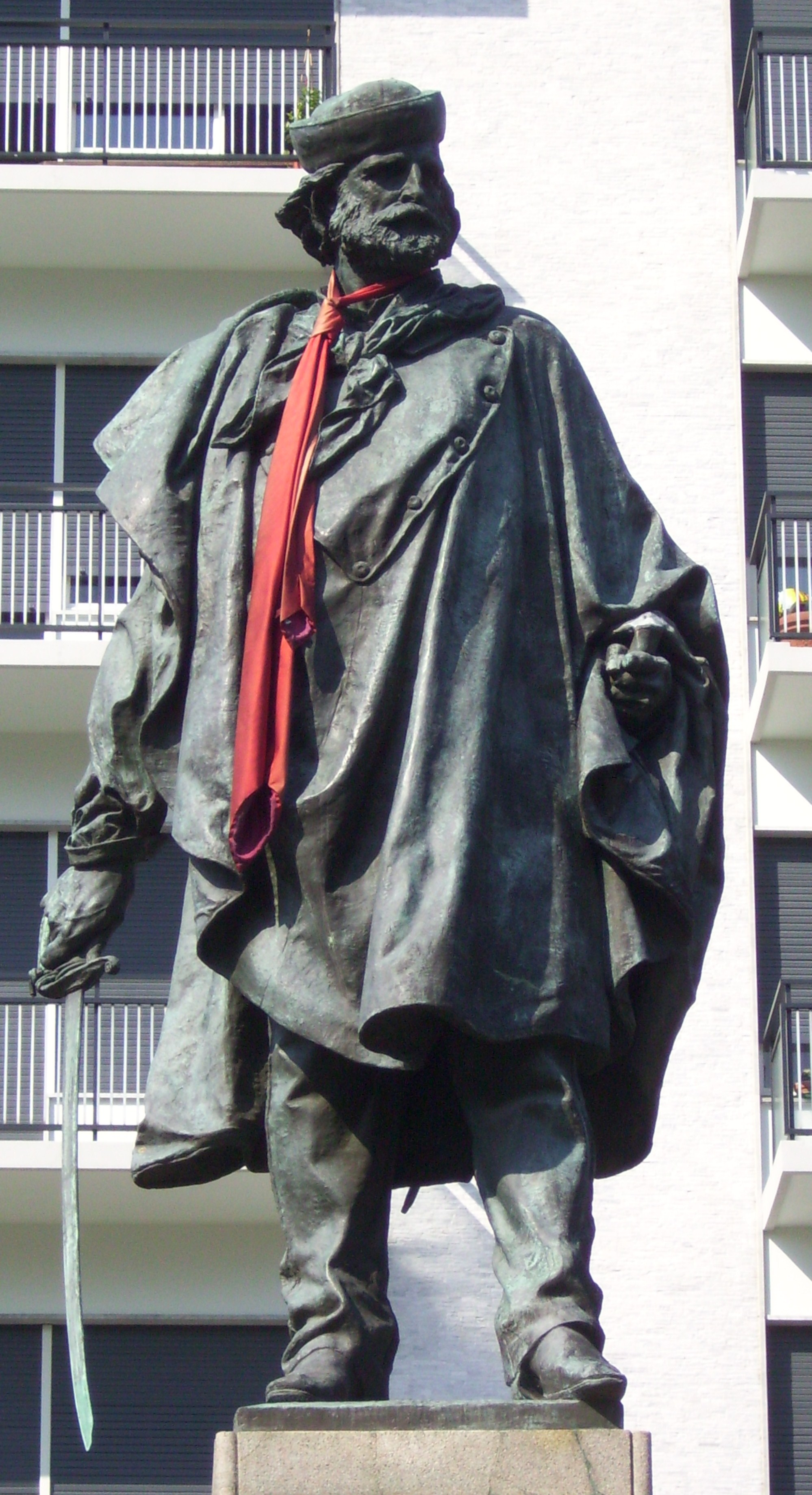
Giuseppe Garibaldi amb la seva garibaldina

La gavardina no ha estat tradicionalment una peça d'abrigar per la qual cosa s'ha utilitzat en mesos d'entretemps. No obstant això, la incorporació de folres de pell, plomes o embuatats en alguns models l'han convertit també en una opció per als mesos més freds.

## Història
El modern teixit de gavardina va ser inventat pel britànic Thomas Burberry el 1880. Les peces anomenades gavardines les van començar a portar les tropes de Giuseppe Garibaldi el 1861, també van ser usades pels soldats anglesos durant la Primera Guerra Mundial. Els actors de Hollywood la van posar de moda durant els anys 30 i 40 en papers de gàngsters i tipus durs. Més endavant, es va popularitzar per a la resta de la població i ara la porten  tant homes com dones.